# Tal (cidade)
Tal é uma cidade e uma nagar panchayat no distrito de Ratlam, no estado indiano de Madhya Pradesh.

## Geografia
Tal está localizada a 23° 43′ N, 75° 23′ L. Tem uma altitude média de 437 metros (1 433 pés).

## Demografia
Segundo o censo de 2001, Tal tinha uma população de 13 073 habitantes. Os indivíduos do sexo masculino constituem 51% da população e os do sexo feminino 49%. Tal tem uma taxa de literacia de 58%, inferior à média nacional de 59,5%: a literacia no sexo masculino é de 67% e no sexo feminino é de 48%. Em Tal, 17% da população está abaixo dos 6 anos de idade.